# Fox terrier xilè
El Terrier xilè (també anomenat fox terrier xilè) és la primera raça de gos de Xile. L'aligot, com també se l'anomena, és una raça que data de finals del segle xix, originada a partir de la barreja del Fox terrier anglès i dels gossos que hi havia a l'arribada dels espanyols.
El seu color principal és el blanc, que és acompanyat per taques negres i cafès. Té potes allargades i fines, les quals són molt útils per saltar i córrer (a grans velocitats). Tenen una aparença felina, ja que s'encorben com els gats, i solen saltar a grans altures sense fer-se mal.
Des de fa alguns anys que l'Associació Gremial de Criadors i Expositors de Gossos de Xile (ACEP, AG) ha desenvolupat el projecte de la qual pretén ser la primera raça de gossos de Xile reconeguda oficialment, període en què s'han organitzat mostres especialitzades, s'ha implementat un sistema d'identificació i s'ha format un equip de treball entusiasta i estudiós d'aquests gossos.
Tal ha estat l'impacte i la resposta dels amants dels gossos en pro d'aquesta raça a Xile, que des de fa algun temps ha estat integrada al Grup 11 pel Kennel Club de Xile (KCC), amb la vènia de la Federació Cinològica Internacional (FCI).

## Descripció
Pell: Llisa, "enganxada al cos", sense arrugues i/o plecs.
Pelatge: El pèl curt, llis, atapeït i llustrós; cobreix tot el cos del gos, presentant més fi en les orelles, coll, a la part interior i inferior de les extremitats anteriors i darrere de les cuixes.
Color: El color predominant és el blanc, que cobreix la totalitat del cos incloent coll i cua, exceptuant el cap i les orelles. Aquesta zona presenta coloració negra i foc o marró i foc, estant el color foc distribuït simètricament sobre els ulls, totes dues galtes i a l'interior de les orelles. Existeix també una varietat una mica més escassa que, en lloc de presentar coloració negre i foc o marró i foc en les zones anteriorment descrites, presenten coloració únicament negra o foc.
En ambdues varietats, (tricolors o bicolors) són molt apreciats els exemplars que presentin una taca blanca a la zona surcofrontal i sota les galtes, distribuïdes harmoniosament.
S'accepten exemplars amb taques de color (segons la varietat) al coll, esquena i/o cua, però és desitjable el cos exclusivament blanc.
Mida i pes: 
Talla: mascles de 32 a 38 cm, femelles, de 28 a 35 cm, permetent-se un marge d'1 cm per sobre o per sota d'aquestes mesures sempre que l'exemplar guardi les proporcions que li permetin desenvolupar de manera òptima la funció per a la que està destinat.
Pes: Mascles: de 6 a 8 k.; Femelles: de 5 a 7 k.